# Badinogo
Pour les articles homonymes, voir Badinogo (homonymie).
Badinogo est une localité située dans le département de Zéguédéguin de la province du Namentenga dans la région Centre-Nord au Burkina Faso. 

## Géographie
Badinogo est localisé sur la rive gauche du lac de retenue du barrage de Zéguédéguin, le chef-lieu du département situé à 3 km à l'est.

## Économie
L'économie du village est agro-pastorale bénéficiant de l'irrigation par les eaux du lac de barrage de retenue de Zéguédéguin pour le maraîchage et l'élevage.

## Éducation et santé
Le centre de soins le plus proche de Badinogo est le centre de santé et de promotion sociale (CSPS) de Zéguédéguin tandis que le centre médical avec antenne chirurgicale (CMA) de la province se trouve à Boulsa.
L'enseignement primaire et secondaire se pratique à Badinogo au collège privé Eben-Ezer d'enseignement général (CEG) et au lycée privé Teel-Taaba du département, tous deux reconnus par l'État.